# Bojana Popović
Bojana Popović (født Petrović; 20. november 1979 i Niš) er en tidligere montenegrinsk håndboldspiller og nuværende cheftræner i ŽRK Budućnost og ligeledes Montenegros kvindehåndboldlandshold, siden 2021. Hendes klub- og landsholdskarriere som aktiv spiller strakte sig fra 1994 til 2012. Hun anses for at være en af de bedste og mest indflydelsesrige spillere i den danske liga, gennem tiden.
Hun spillede som venstre back hos både montenegrinske og danske klubber samt på det montenegrinske landshold. Hun er født Bojana Petrović og fik sit nuværende efternavn, da hun i 2004 blev gift med landsmanden Petar Popović, der er professionel basketballspiller. Hun var i fem år en central del af Anja Andersens europæiske storhold Slagelse FH, med hvem hun vandt EHF Champions League tre gange. Derpå havde hun tre år hos Viborg HK og fik yderligere to Champions League-triumfer, inden hun vendte hjem til sin tidligere klub ŽRK Budućnost, med hvilken hun vandt Champions League i sin sidste sæson. 
På landsholdet var hendes bedste resultater bronze fra VM i 2001, hvor hun optrådte under jugoslavisk statsborgerskab, samt sølvmedaljen ved OL 2012, hvor finalen skulle have været hendes sidste kamp som aktiv håndboldspiller. Hun vendte dog tilbage som spiller ved OL 2016 i Rio uden succes og stoppede igen efter OL for i stedet at hellige sig opgaven som landstræner for Montenegro.

## Karriere
Bojana Popović spillede i sin fødeby, da Anja Andersen fik øje på hendes store talent og hentede hende til Slagelse i 2002.[kilde mangler] I hjemlandet var hun blevet national mester med Buducnost Podgorica fire år samt pokalmester tre år. Med det jugoslaviske landshold vandt hun bronze ved VM i 2001.
I Slagelse blev Popović den centrale spiller, som Anja Andersen byggede holdet op omkring.[kilde mangler] Det gav gevinst, så Slagelse med Popović opnåede stort set alt håndboldmæssigt med DM-guld og -sølv, EHF-cup mesterskab og EHF Champions League-mesterskaber. Popovi havde et godt overblik, og hun havde ofte 6-12 målgivende afleveringer i mange kampe.[kilde mangler] Hun var ligeledes ofte topscorer i de samme kampe.
Efter fem år i Slagelse valgte Popović efter afslutningen af sæsonen 2006/07 at søge nye udfordringer og skiftede til rivalerne fra Viborg HK, hvor hun skulle forstærke holdet, efter at profilerne Chao Zhai og Heidi Astrup havde stoppet karrieren.
Bojana Popović skiftede i august 2007 til det montenegrinske landshold, som hun havde mulighed for uden nogen lang karantæneperiode, da Montenegro og Serbien er blevet adskilt.
20. februar 2009 fik Popović sit korsbånd revet over og måtte holde en længere pause.
Bojana Popović stoppede pr. 1. juli 2010 med to år tilbage af sin kontrakt i Viborg HK, fordi hendes mand, Petar Popović, ikke havde befundet sig særlig godt i Danmark det seneste stykke tid. Parret flyttede derpå tilbage til hjemlandet, Montenegro, hvor hun så skulle spille for sin oprindelige klub, ZRK Buducnost.
Hun stoppede sin aktive karriere efter OL i London 2012, hvor hun var en del af det monenegrinske landshold, der vandt sølv efter et finalenederlag til Norge på 23-26. Medaljen var i øvrigt Montenegros første OL-medalje nogensinde. Det blev dog til et kort comeback uden succes ved OL i 2016, inden Popović endegyldigt stoppede sin aktive karriere.

## Resultater som spiller

### Holdresultater
- Jugoslavisk mester: 1999, 2000, 2001, 2002
- Jugoslavisk pokalmester: 2000, 2001, 2002
- Dansk mester: 2003, 2005, 2007, 2008, 2009, 2010
  - Sølvvinder: 2004, 2006
- Dansk pokalmester: 2003, 2007, 2008
- EHF-cup-vinder: 2003
- Champions League-vinder: 2004, 2005, 2007, 2009, 2010, 2012
- Landshold: Bronze ved VM 2001, sølv ved OL 2012

### Personlige resultater
- Topscorer i Danmarksturneringen: 2004, 2005 (nr. 2 i 2006 og 2007, nr. 3 i 2008)
- Topscorer i Champions League: 2004, 2005, 2007 (nr. 3 i 2010)
- Årets spiller i Danmark: 2004, 2005, 2007, 2008
- Den mest værdifulde spiller i Danmark: 2008, 2009 og 2010
- Pokalfighter 2008
- All star team Danmark, 2003, 2004, 2005, 2007, 2009 og 2010

Hvis man regner med Bojana Popović' mål i slutspillet i sæsonen 2006/2007, var hun i den sæson samlet topscorer med 208 mål. Hun scorede 162 mål i grundspillet over 22 kampe og 46 mål i slutspillet i fire  kampe.

## Karrierestatistik
Opdateret pr. 22. maj 2010.
| Klub                                | Sæson          | Liga  | Liga | Slutspil | Slutspil | Pokal | Pokal | Europa1 | Europa1 | Total | Total |
| Klub                                | Sæson          | Kampe | Mål  | Kampe    | Mål      | Kampe | Mål   | Kampe   | Mål     | Kampe | Mål   |
| ----------------------------------- | -------------- | ----- | ---- | -------- | -------- | ----- | ----- | ------- | ------- | ----- | ----- |
| DIN-Classic NIS                     | 1996-97        | -     | -    | -        | -        | -     | -     | -       | -       | -     | -     |
| DIN-Classic NIS                     | 1997-98        | -     | -    | -        | -        | -     | -     | -       | -       | -     | -     |
| RK Buducnost Podgorica              | 1998-99        | -     | -    | -        | -        | -     | -     | -       | -       | -     | -     |
| RK Buducnost Podgorica              | 1999-00        | -     | -    | -        | -        | -     | -     | -       | -       | -     | -     |
| RK Buducnost Podgorica              | 2000-01        | -     | -    | -        | -        | -     | -     | -       | -       | -     | -     |
| RK Buducnost Podgorica              | 2001-02        | -     | -    | -        | -        | -     | -     | -       | -       | -     | -     |
| Slagelse F.H. / Slagelse Dream Team | 2002-03        | 22    | 90   | 4        | 26       | 4     | 15    | 14      | 75      | 37    | 173   |
| Slagelse F.H. / Slagelse Dream Team | 2003-04        | 22    | 175  | 6        | 45       | 4     | 21    | 11      | 98      | 39    | 318   |
| Slagelse F.H. / Slagelse Dream Team | 2004-05        | 21    | 174  | 5        | 47       | 0     | 0     | 12      | 85      | 38    | 306   |
| Slagelse F.H. / Slagelse Dream Team | 2005-06        | 20    | 131  | 5        | 45       | 0     | 0     | 8       | 44      | 33    | 220   |
| Slagelse F.H. / Slagelse Dream Team | 2006-07        | 22    | 162  | 4        | 46       | 4     | 28    | 12      | 96      | 38    | 304   |
| Viborg HK                           | 2007-08        | 22    | 134  | 2        | 5        | ?     | ?     | 11      | 62      | 35    | 201   |
| Viborg HK                           | 2008-09        | 18    | 119  | -        | -        | ?     | ?     | 9       | 73      | 27    | 192   |
| Viborg HK                           | 2009-10        | 17    | 111  | 6        | 37       | 1     | 2     | 16      | 84      | 40    | 234   |
| Karriere total                      | Karriere total | 164   | 1096 | 32       | 251      | 13    | 66    | 90      | 603     | 287   | 1948  |

1: Europæiske turneringer inkluderer Women's EHF Cup og EHF Women's Champions League.

2: Opgørelsen mangler målscorere fra kampen "DM-Finale, 1 kamp" mod Ikast/Bording.

3: Opgørelsen mangler statistik fra kampen "EHF Cup, 2. runde, 1. kamp" mod O.F.N. Ionias. Opgørelsen mangler målscorere fra kampene "EHF Cup, 4 runde, 1 kamp" mod Debrecen VSC Kezilabda KFT og "EHF Cup, semifinale, 1 kamp" mod Motor Zaporoshje.